# آشوک سان
 آشوک سان (بنگالی: অশোক সেন؛ زاده ۱۹۵۶) یک فیزیک‌دان نظری اهل هند است.